# The Party's Over (1965)
The Party's Over is een Britse dramafilm uit 1965 onder regie van Guy Hamilton. Destijds werd de film in Nederland uitgebracht onder de titel Het spel is uit.

## Verhaal
De Amerikaanse Melina maakt kennis met een groep Britse nozems uit Chelsea. De bendeleider Moise wordt verliefd op haar. De andere vrouwen uit de bende worden jaloers. Tijdens een wild feestje lopen hun spelletjes uit de hand.

## Rolverdeling
| Acteur              | Personage                |
| ------------------- | ------------------------ |
| Oliver Reed         | Moise                    |
| Clifford David      | Carson                   |
| Ann Lynn            | Libby                    |
| Katherine Woodville | Nina                     |
| Louise Sorel        | Melina                   |
| Mike Pratt          | Geronimo                 |
| Maurice Browning    | Tutzi                    |
| Jonathan Burn       | Phillip                  |
| Roddy Maude-Roxby   | Hector                   |
| Annette Robertson   | Fran                     |
| Alison Seebohm      | Ada                      |
| Barbara Lott        | Maatschappelijk werkster |
| Eddie Albert        | Ben                      |